# Sulz am Neckar
Pour les articles homonymes, voir Sulz.
Sulz am Neckar est une ville de Bade-Wurtemberg (Allemagne), située dans l'arrondissement de Rottweil, dans le district de Fribourg-en-Brisgau. Elle était naguère réputée pour ses salines.

## Personnalités liées à Sulz am Neckar
- Friedrich August von Alberti (1795-1878), géologue
- Évelyne Marie France Neff, femme politique franco-allemande

### Natifs de Sulz
- Karl August Wunderlich (1815-1877), médecin, auteur d'importants travaux sur la fièvre.
- Richard Schmid (1899-1986), juriste, homme politique de la (SPD) (Ministre dans le gouvernement du Land de Bade-Wurtemberg) et membre de la Résistance allemande.
- Brigitte Peterhans (1928-2021), architecte

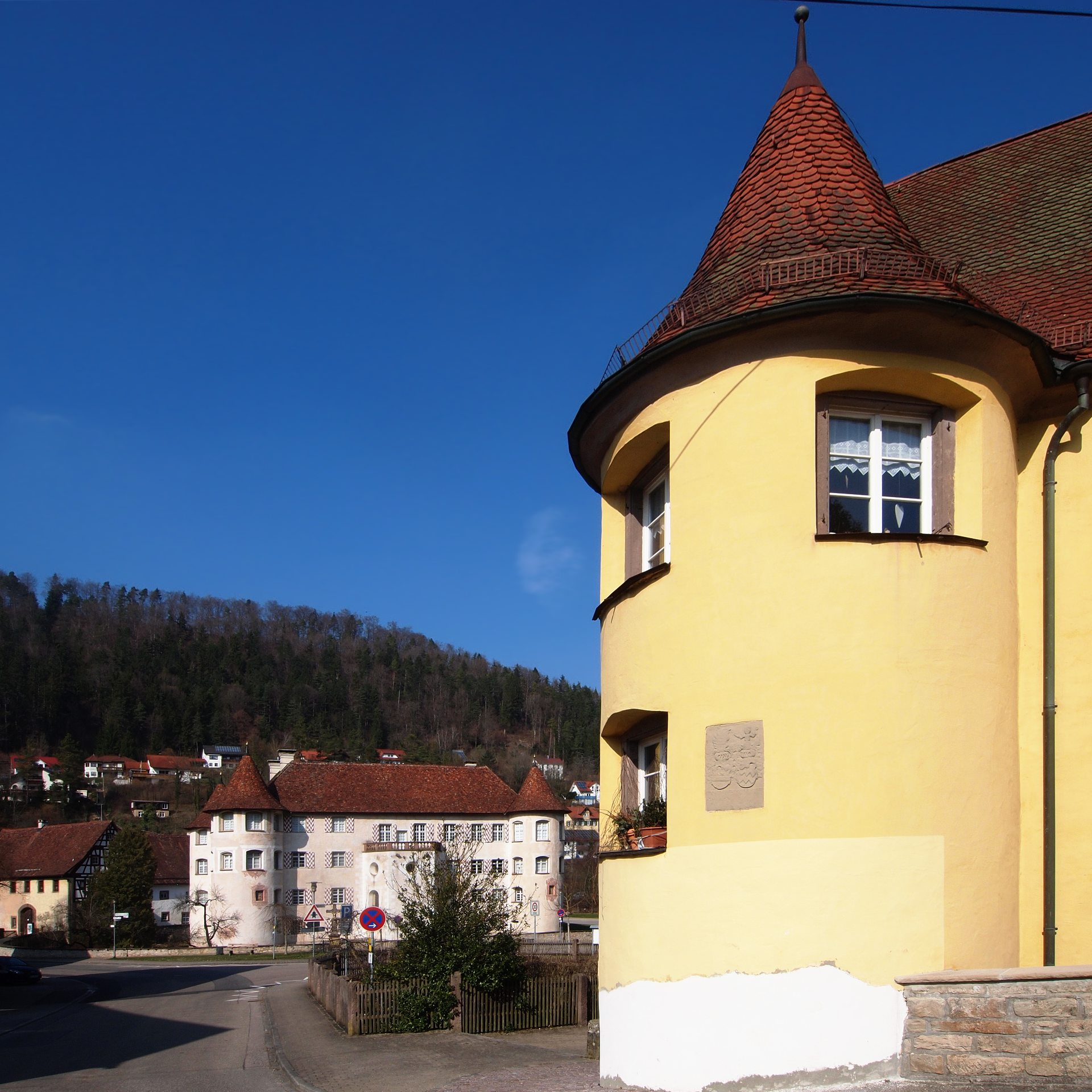
Wasserburg et tour presbytère à Glatt